# 台湾灯心草
台湾灯心草（学名：Juncus ohwianus），又称大井氏燈心草，是灯心草科灯心草属的植物，为台灣的特有植物。分布于台灣本島。为多年生草本植物。

## 参看
- 与加拿大灯心草 J. canadensis Gay （页面存档备份，存于）有相似。

## 扩展阅读
- 維基物種上的相關：大井氏燈心草